# 민국일보
민국일보는 대한민국의 일간종합신문이었다. 1952년 창간하여 1962년 무기한 휴간, 사실상 폐간하였다.

## 역사
한국 전쟁 중이었던 1952년 6월 5일 부산광역시 대청동에서 대판(大版) 2면제로 창간된 중앙일보가 그 전신이다. 당시 발행자는 북한 폭로 잡지 《이북통신》을 발행하던 이북(李北)이었고, 1950년 폐간한 부산매일신문의 장비를 인수하여 사용했다.
1953년 대한민국 최초의 미인 대회인 경염대회(競艶大會)를 개최했다.
1956년 12월, 자유당의 이기붕계의 신문이 되었고 이듬해 1957년 1월 1일부터 제호를 ‘세계일보’로 바꾸었다.
1960년 4월에 발생한 4·19 혁명 이후 새로운 정치와 언론의 분위기에 그 성격이 맞지 않음을 자각하고, 1960년 7월 9일 '민국일보'로 이름을 바꾸면서 혁신을 꾀하였으며, 소재지는 서울특별시 중구 태평로였다. 1961년 5월에 발생한 5·16 군사 정변 뒤 대규모의 언론기관 정비 작업에 따라 언론의 자유가 억압받기 시작하였다. 경영난으로 1962년 7월 13일자 제3587호를 종간호로 자진 무기 휴간에 들어갔고, 속간되지 못하였다.